# Donald Swann
Pour les articles homonymes, voir Swann.
Donald Ibrahím Swann (30 septembre 1923, Llanelli – 23 mars 1994, Clapham, Londres), est un compositeur et un musicien britannique.
Il devient célèbre grâce aux revues humoristiques At the Drop of a Hat et At the Drop of Another Hat, interprétées avec Michael Flanders au sein du duo Flanders and Swann dans le monde entier entre 1956 et 1967.
Il a également produit des œuvres inspirées par J. R. R. Tolkien (le cycle musical The Road Goes Ever On, 1967) et C. S. Lewis (l'opéra Perelandra, 1964).